# Валлабрег
Валлабре́г, Валлабреґ (фр. Vallabrègues) — муніципалітет у Франції, у регіоні Окситанія, департамент Гар. Населення — 1376 осіб (01.01.2021).
Муніципалітет розташований на відстані близько 590 км на південь від Парижа, 70 км на північний схід від Монпельє, 22 км на схід від Німа.

## Історія
До 2015 року муніципалітет перебував у складі регіону Лангедок-Русійон. Від 1 січня 2016 року належить до нового об'єднаного регіону Окситанія.

### Історичний розвиток
1. Середньовіччя: Як і багато сіл у південній Франції, Валлабреґ виріс навколо сільськогосподарських і риболовецьких спільнот. Через близькість до Рони він став важливим пунктом для транспортування товарів і риби.
2. 17-18 століття: Село стало відомим завдяки ремеслу плетіння з лози. Це стало однією з основних економічних діяльностей, і на кінець XVIII століття Валлабреґ славився своїми кошиками й іншими виробами.
3. 19 століття: Промисловий розвиток призвів до підйому регіону. Валлабреґ залишався ремісничим центром, де виробляли плетені вироби, які використовували в сільському господарстві та на ринку.
4. Сучасність: Валлабреґ залишається тихим муніципалітетом з акцентом на збереження місцевих традицій. Ремесло плетіння залишається важливою частиною місцевої культури, і кожен рік тут проводять фестивалі, присвячені цій традиції.

### Культурна спадщина
Архітектура Валлабреґа відображає типові елементи південного французького села: вузькі вулички, старовинні будинки та маленькі площі.

## Демографія
Динаміка населення (INSEE ):
Розподіл населення за віком та статтю (2006):
| Стать | Всього | До 15 років | 15-24 | 25-44 | 45-64 | 65-85 | Понад 85 |
| --- | ------ | ----------- | ----- | ----- | ----- | ----- | -------- |
| Чоловіки | 645    | 151         | 52    | 211   | 155   | 68    | 8        |
| Жінки | 624    | 80          | 60    | 188   | 156   | 112   | 28       |
| \| Статево-вікова піраміда \| Статево-вікова піраміда \| Статево-вікова піраміда \| \| ----------------------- \| ----------------------- \| ----------------------- \| \| Чоловіки \| Вік \| Жінки \| \| 8 \| 85 + \| 28 \| \| 8 \| 80-84 \| 32 \| \| 16 \| 75-79 \| 28 \| \| 32 \| 70-74 \| 36 \| \| 12 \| 65-69 \| 16 \| \| 8 \| 60-64 \| 32 \| \| 59 \| 55-59 \| 32 \| \| 52 \| 50-54 \| 44 \| \| 36 \| 45-49 \| 48 \| \| 75 \| 40-44 \| 56 \| \| 48 \| 35-39 \| 52 \| \| 40 \| 30-34 \| 44 \| \| 48 \| 25-29 \| 36 \| \| 12 \| 20-24 \| 28 \| \| 40 \| 15-20 \| 32 \| \| 48 \| 10-14 \| 20 \| \| 36 \| 5-9 \| 20 \| \| 67 \| 0-4 \| 40 \| |        |             |       |       |       |       |          |
| Статево-вікова піраміда |        |             |       |       |       |       |          |
| Чоловіки | Вік    | Жінки       |       |       |       |       |          |
| 8 | 85 +   | 28          |       |       |       |       |          |
| 8 | 80-84  | 32          |       |       |       |       |          |
| 16 | 75-79  | 28          |       |       |       |       |          |
| 32 | 70-74  | 36          |       |       |       |       |          |
| 12 | 65-69  | 16          |       |       |       |       |          |
| 8 | 60-64  | 32          |       |       |       |       |          |
| 59 | 55-59  | 32          |       |       |       |       |          |
| 52 | 50-54  | 44          |       |       |       |       |          |
| 36 | 45-49  | 48          |       |       |       |       |          |
| 75 | 40-44  | 56          |       |       |       |       |          |
| 48 | 35-39  | 52          |       |       |       |       |          |
| 40 | 30-34  | 44          |       |       |       |       |          |
| 48 | 25-29  | 36          |       |       |       |       |          |
| 12 | 20-24  | 28          |       |       |       |       |          |
| 40 | 15-20  | 32          |       |       |       |       |          |
| 48 | 10-14  | 20          |       |       |       |       |          |
| 36 | 5-9    | 20          |       |       |       |       |          |
| 67 | 0-4    | 40          |       |       |       |       |          |

## Економіка
2010 року серед 878 осіб працездатного віку (15—64 років) 674 були активними, 204 — неактивними (показник активності 76,8%, у 1999 році було 71,0%). З 674 активних мешканців працювали 592 особи (302 чоловіки та 290 жінок), безробітними було 82 (36 чоловіків та 46 жінок). Серед 204 неактивних 80 осіб було учнями чи студентами, 64 — пенсіонерами, 60 були неактивними з інших причин.

У 2010 році в муніципалітеті числилось 580 оподаткованих домогосподарств, у яких проживали 1366,5 особи, медіана доходів виносила 17 626 євро на одного особоспоживача